# Коломб ле Везул
Коломб ле Везул (фр. Colombe-lès-Vesoul) насеље је и општина у источној Француској у региону Франш-Конте, у департману Горња Саона која припада префектури Везул.
По подацима из 2011. године у општини је живело 502 становника, а густина насељености је износила 63,22 становника/km². Општина се простире на површини од 7,94 km². Налази се на средњој надморској висини од 315 метара (максималној 351 m, а минималној 223 m).

## Демографија
| 1962. | 1968. | 1975. | 1982. | 1990. | 1999. | 2011. |
| ----- | ----- | ----- | ----- | ----- | ----- | ----- |
| 170   | 178   | 218   | 264   | 354   | 405   | 502   |

График промене броја становника у току последњих година